# Wang Zongyuan
Wang Zongyuan (en chino: 王宗源; Xiangyang, 24 de octubre de 2001) es un deportista chino que compite en saltos de trampolín.
Participó en dos Juegos Olímpicos de Verano, obteniendo cuatro medallas, dos en Tokio 2020, oro en la prueba sincronizada (junto con Xie Siyi) y plata individual, y dos en París 2024, oro la prueba sincronizada (con Long Daoyi) y plata individual.
Ganó diez medallas en el Campeonato Mundial de Natación entre los años 2019 y 2025. En los Juegos Asiáticos de 2022 consiguió dos medallas de oro.

## Palmarés internacional
| Juegos Olímpicos   | Juegos Olímpicos        | Juegos Olímpicos  | Juegos Olímpicos     |
| Año                | Lugar                   | Medalla           | Prueba               |
| ------------------ | ----------------------- | ----------------- | -------------------- |
| 2020               | Tokio (Japón)           | Medalla de oro    | Trampolín 3 m sincro |
| 2020               | Tokio (Japón)           | Medalla de plata  | Trampolín 3 m        |
| 2024               | París (Francia)         | Medalla de oro    | Trampolín 3 m sincro |
| 2024               | París (Francia)         | Medalla de plata  | Trampolín 3 m        |
| Campeonato Mundial |                         |                   |                      |
| Año                | Lugar                   | Medalla           | Prueba               |
| 2019               | Gwangju (Corea del Sur) | Medalla de oro    | Trampolín 1 m        |
| 2022               | Budapest (Hungría)      | Medalla de oro    | Trampolín 1 m        |
| 2022               | Budapest (Hungría)      | Medalla de oro    | Trampolín 3 m        |
| 2022               | Budapest (Hungría)      | Medalla de oro    | Trampolín 3 m sincro |
| 2023               | Fukuoka (Japón)         | Medalla de oro    | Trampolín 3 m        |
| 2023               | Fukuoka (Japón)         | Medalla de oro    | Trampolín 3 m sincro |
| 2024               | Doha (Catar)            | Medalla de oro    | Trampolín 3 m        |
| 2024               | Doha (Catar)            | Medalla de oro    | Trampolín 3 m sincro |
| 2025               | Singapur (Singapur)     | Medalla de oro    | Trampolín 3 m sincro |
| 2025               | Singapur (Singapur)     | Medalla de bronce | Trampolín 3 m        |
| Juegos Asiáticos   |                         |                   |                      |
| Año                | Lugar                   | Medalla           | Prueba               |
| 2022               | Hangzhou (China)        | Medalla de oro    | Trampolín 1 m        |
| 2022               | Hangzhou (China)        | Medalla de oro    | Trampolín 3 m        |